# Кубок Казахстана по футболу 2012
Кубок Казахстана по футболу 2012 года — 21-й розыгрыш национального Кубка, в котором вновь приняли участие 30 клубов.
Предварительный этап турнира стартовал 16 мая 2012 года. Финальный матч прошел 11 ноября 2012 года. Победитель Кубка получил право выступить в Лиге Европы-2013/14.

## Предварительный этап
18 апреля в Астане в офисе Федерации футбола Казахстана состоялась жеребьёвка предварительного этапа розыгрыша Кубка Казахстана 2012 года.
Победители на данной стадии определялись по результату одного матча. Матчи прошли 15 и 16 мая на полях команд, указанных первыми.
Финалисты предыдущего розыгрыша Кубка — «Ордабасы» (Шымкент) и «Тобол» (Костанай) были освобождены от участия в предварительном этапе и вступили в борьбу с 1/8 финала.
| Команда                    | счёт | Команда              |
| -------------------------- | ---- | -------------------- |
| Кызылжар (Петропавловск)   | 0:2  | Тараз (Тараз)        |
| Ак Булак (Талгар)          | 2:1  | Булат-АМТ (Темиртау) |
| Лашын (Каратау)            | 2:0  | Сункар (Каскелен)    |
| ЦСКА (Алма-Ата)            | 5:3  | Байтерек (Астана)    |
| Иле-Саулет (Отеген-Батыр)  | 0:3  | Окжетпес (Кокшетау)  |
| Актобе-Жас (Актобе)        | 0:2  | Кайсар (Кызылорда)   |
| БИИК (Шымкент)             | 1:4  | Актобе (Актобе)      |
| Спартак (Семей)            | 0:2  | Шахтёр (Караганда)   |
| Восток (Усть-Каменогорск)  | 1:3  | Жетысу (Талдыкорган) |
| Кайрат Академия (Алма-Ата) | 1:0  | Атырау (Атырау)      |
| Экибастуз (Экибастуз)      | 1:4  | Иртыш (Павлодар)     |
| Кыран (Шымкент)            | 2:4  | Кайрат (Алма-Ата)    |
| Астана-1964 (Астана)       | 0:1  | Астана (Астана)      |
| Каспий (Актау)             | 1:3  | Акжайык (Уральск)    |

## 1/8 финала
Жеребьёвка состоялась 30 мая. Первые матчи 1/8 финала прошли 20 июня, ответные — 27 июня 2012 года. Первые матчи состоялись на полях команд, указанных первыми.
| Команда                    | счёт | Команда            | 1-й матч | 2-й матч |
| -------------------------- | ---- | ------------------ | -------- | -------- |
| ЦСКА (Алма-Ата)            | 0:7  | Шахтёр (Караганда) | 0:4      | 0:3      |
| Окжетпес (Кокшетау)        | 2:3  | Тобол (Костанай)   | 1:3      | 1:0      |
| Жетысу (Талдыкорган)       | 3:1  | Тараз (Тараз)      | 1:1      | 2:0      |
| Ак Булак (Талгар)          | 1:3  | Астана (Астана)    | 1:1      | 0:2      |
| Актобе (Актобе)            | 7:0  | Лашын (Каратау)    | 5:0      | 2:0      |
| Кайрат Академия (Алма-Ата) | 1:8  | Иртыш (Павлодар)   | 1:4      | 0:4      |
| Кайсар (Кызылорда)         | 2:1  | Кайрат (Алма-Ата)  | 2:0      | 0:1      |
| Акжайык (Уральск)          | 1:7  | Ордабасы (Шымкент) | 1:2      | 0:5      |

## 1/4 финала
Жеребьёвка состоялась 21 августа. Первые матчи 1/4 финала прошли 19 и 20 сентября, ответные — 29 и 30 сентября 2012 года. Первые матчи состоялись на полях команд, указанных первыми.
| Команда              | счёт | Команда            | 1-й матч | 2-й матч |
| -------------------- | ---- | ------------------ | -------- | -------- |
| Кайсар (Кызылорда)   | 2:4  | Астана (Астана)    | 1:0      | 1:4      |
| Жетысу (Талдыкорган) | 1:2  | Шахтёр (Караганда) | 1:1      | 0:1      |
| Иртыш (Павлодар)     | 3:1  | Тобол (Костанай)   | 3:0      | 0:1      |
| Актобе (Актобе)      | 1:0  | Ордабасы (Шымкент) | 0:0      | 1:0      |

## 1/2 финала
Жеребьёвка состоялась 12 октября. Первые матчи полуфиналов прошли 1 ноября, ответные — 5 ноября 2012 года. Первые матчи состоялись на полях команд, указанных первыми.
| Команда            | счёт | Команда         | 1-й матч | 2-й матч |
| ------------------ | ---- | --------------- | -------- | -------- |
| Шахтёр (Караганда) | 2:3  | Астана (Астана) | 2:1      | 0:2      |
| Иртыш (Павлодар)   | 6:3  | Актобе (Актобе) | 5:0      | 1:3      |

## Финал
| 11 ноября 2012 | Иртыш | 0:2 (0:1) | Астана                         | «Астана Арена», Астана                       |
| 17:00 UTC+6 |       | (отчёт)   | Нурдаулетов 5′ · Нусербаев 82′ | Зрителей: 11 500 Судья: Сламбеков (Алма-Ата) |
| Иртыш: Котляр, Чернышов, Шомко, Кулибали, Чичулин (Яковлев 75), Шабалин (Байжанов 80), Юрин, Кучера, Говедарица, Малетич, Эссомба (Мальцев 83) Астана: Эрич, Нурдаулетов, Бейсебеков, Лазаревски, Рожков, Кетевоама (Горячий 90+2), Коробкин, Шахметов, Кояшевич (Конысбаев 89), Остапенко, Нусербаев (Ивановски 87) |       |           |                                |                                              |

| Победитель Кубка Казахстана по футболу 2012 |
| ------------------------------------------- |
| Астана (Астана) Второй титул                |